# Долгаја
Долгаја (рус. Долгая) река је на северозападу европског дела Руске Федерације која целом дужином свог тока протиче преко југозападних делова Лењинградске области, односно преко територија њених југозападних рејона: Сланчањског, Лушког и Кингисепшког. Лева је притока реке Луге и део басена Финског залива Балтичког мора.
Река Долгаја свој ток започиње као отока маленог Спас-Которског језера недалеко од села Будилово. Извор реке се налази на надморској висини од 62,2 метра. У горњем делу тока протиче коз мање језерце, Дуго језеро. На 48. километру узводно од ушћа прима своју прву значајнију притоку, реку Димакарку (лева пртиока дужине 11 km), док на 33. километру са десне стране прима реку Крупу (21 km). Низводно од ушћа реке Самро на 24. километру, Долгаја се рачва у неколико мањих рукаваца и формира својевсрну унутрашњу делту. Улива се у реку Лугу на њеном 93. километру узводно од ушћа.
Укупна дужина водотока је 91 километар, док је површина сливног подручја 830 km².